# Студитки
Студитки — черниці Студитського Уставу, осідком яких був монастир з новіціатом у Яхторові, Перемишлянського пов. (Галичина); вони мали ще доми у Гаях біля Тернополя, у Львові (Личаків) і в Підгайцях. Студитки займалися рільництвом, шиттям, виробом церковних речей, обслуговували дитячі ясла, садки і сиротинці. Головною настоятелькою була сестра Йосифа, яку в 1946 року більшовики засудили на 30 pp. ув'язнення. До другої світової війни С. нараховувано 72; всі вони залишилися в Україні. Тепер студитки мають монастирі в Німеччині в Крефельді (Вестфалія) та Буке, а також відновлено обитель у Львові, що має назву монастир Святої Покрови сестер студиток, в приміщенні колишнього монастиря бенедиктинок (пл. Вічева). При монастирі діє храм Всіх Святих.